# Тремблер кактусовий
Тремблер кактусовий (Toxostoma bendirei) — вид горобцеподібних птахів родини пересмішникових (Mimidae).

## Назва
Вид названий на честь Чарльза Бендіре (1836—1897), американського солдата та орнітолога-аматора, який зібрав типові зразки птаха у 1872 році.

## Поширення
Вид поширений на південному заході США та північному заході Мексики. Трапляється від пустелі Могаве в Каліфорнії на схід до південної Невади, південної Юти та південно-західного Колорадо на південь до центральної Сонори.

## Опис
Птах середнього розміру, завдовжки 23-28 см. Має довгий хвіст і трохи зігнутий вниз дзьоб. Його оперення сірувато-коричневого забарвлення, світліше, але з темнішою плямою в нижній частині тіла. Хвіст має білі кінчики. Очі насичено-жовтого кольору.

## Спосіб життя
Живиться дрібними наземними комахами, інколи ягодами. Будує чашоподібне гніздо з гілочок, вистелене травою та корінцями. Зазвичай воно розташоване на кактусі або колючому пустельному чагарнику. Самиця відкладає від трьох до чотирьох яєць, від світло-зеленого до блакитного кольору з коричневими та фіолетовими плямами.